# Tante Sidonie
Pour les articles homonymes, voir Sidonie.

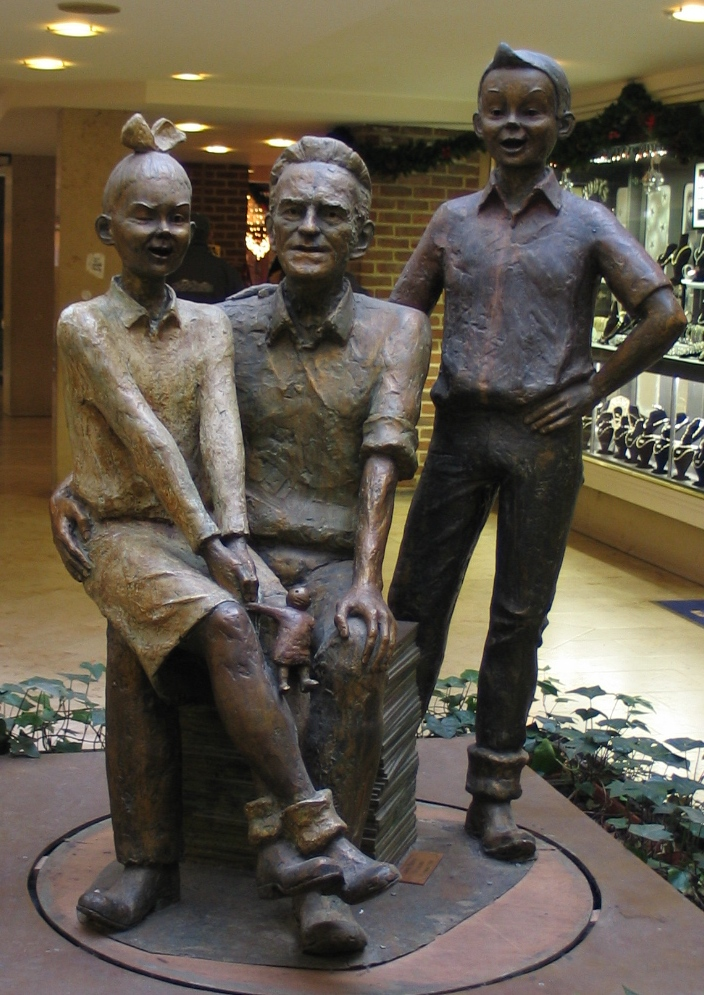
Statue de Willy Vandersteen entre ses deux personnages Bob et Bobette dans une galerie commerçante à Hasselt

Tante Sidonie est un personnage de la série de bande dessinée belge Bob et Bobette de Willy Vandersteen.
Elle est présente dès la toute première histoire de la série, Ricky et Bobette (1945). Elle apparaît également dans la série de bandes dessinées dérivées Jérôme, dans Amphoria et Les Chroniques d'Amphoria.
Dans A l'Aide à Leyde, on apprend que Sidonie se nomme Sidonie Duflouze. Elle est appelée parfois tantine par Bob et Bobette.

## Apparence
Tante Sidonie est une femme grande et très étroite (environ 1,85 m) qui porte généralement un chemisier rose et une longue jupe noire. Elle a un énorme menton, un gros nez et des lunettes qu'elle enlève lorsqu'elle est très en colère. Elle a également une crête à l'avant et à l'arrière de sa tête. À l'origine, elle portait souvent un chapeau avec des épingles.
Elle est surtout connue pour sa pointure, qui fluctue autour de 51. Souvent, elle jette ses chaussures surdimensionnées à quelqu'un qui fait un commentaire désagréable à son sujet, souvent Lambique. Un relooking est effectué en 2017, tante Sidonie porte désormais des bottes. Elle a aussi des seins, tout comme Bobette.
Elle a été mannequin dans l'histoire Papa Razzi, mais le plus souvent, elle doute de son apparence. Dans La Jeune fille joyeuse, elle échange même son visage dans le but de faire tomber Lambique amoureux d'elle et dans Le bain de jouvence tante Sidonie rend visite à un chirurgien plasticien pour se transformer en mannequin. Elle emporte souvent de nombreuses valises pleines de produits cosmétiques, sans quoi elle ne se sentirait pas bien. 

## Le personnage
Tante Sidonia est une femme au foyer et vie de manière simple, même si elle est de naissance noble. Elle est célibataire et essaie régulièrement de conquérir un homme. Elle est également secrètement amoureuse de Lambique. Elle essaie de rester jeune et belle à l'aide de toutes sortes de produits de beauté et est très sensible lorsque Bobette ou Lambique le lui reprochent. Dans de telles situations, elle jette souvent sa chaussure à l'arrière de la tête de Lambique. L'histoire La mariée est trop belle portait sur la recherche de son âme sœur, mais tante Sidonie apprend qu'un homme parfait n'est pas si facile à trouver. 
Elle a un amour apparemment non partagé pour Lambique, bien que son comportement brutal puisse souvent la mettre en colère. 
Dans Operation Siggy (2018), il est révélé que tante Sidonie était une hippie dans sa jeunesse et s'est brouillée avec son père, grand-père Moustache. Elle s'est éloignée de chez elle et est devenue chanteuse de rue. Elle a percé et est devenue célèbre. Tante Sidonie a été approchée par un manager, qui l'a laissée tomber plus tard sans aucune explication. Son cœur s'est brisé et elle est devenue femme au foyer. Après cela, elle ne voulait plus rien savoir du monde glamour.
Elle sait utiliser son corps leptosomique - crête indisciplinée, grand nez et menton, silhouette maigre et grands pieds plats - pour se cacher. Dans Le Chevalier errant (1955), elle peut se cacher complètement derrière un lampadaire. Dans Le Loup qui rit (1952), elle monte les escaliers comme un serpent. Cela l'aide aussi à se déguiser dans Le Dompteur de taureaux (1950), Le Sampan mystérieux (1963), La Kermesse aux singes (1965).
Sidonie fait beaucoup pour Bob et Bobette. Elle les avertit souvent du danger et les punit parfois pour leur désobéissance. Dans certains albums, elle reste chez elle et attend ses amis à l'aéroport, mais parfois elle se rend secrètement sur le lieu où se déroule l'aventure pour les aider. Lambique et Jérôme l'aident aussi dans l'éducation de Bob et Bobette, mais trouvent souvent que tante Sidonie est trop laxiste avec eux et n'est pas assez stricte. Surtout Lambique et le professeur Barabas, qui peuvent être agacés par le comportement de Bob et Bobette. Jérome comprend parfois le comportement des enfants mais peut être aussi agacé par ceux-ci. 

## Famille
Sidonie est la vraie tante de Bobette. Elle est le parent adoptif à la fois de Bobette et Bob, qu'elle a adopté après l'aventure sur Amphoria dans l'histoire L'Île d'Amphoria.
La famille de Sidonie se compose de : 
- Son père (le père Moustache) est apparu pour la première fois dans Le Père Moustache. Dans Le Fil du temps, il est résident dans la maison de repos au château de Ducastel.
- Dans L'herbe de la paix, il semble qu'elle ait un frère nommé Adonis. Cet Adonis a disparu très jeune à Bornéo, à la recherche d'une étrange herbe. Il a travaillé pendant des années au pôle Sud pour développer une herbe qui rend la guerre et la violence impossibles.
- Au Moyen Âge, vivait un ancêtre de Sidonie; qui s'appelle également Sidonie et qui ressemble beaucoup à son descendant du XXe siècle. Cette Sidonie médiévale fait son apparition dans Le roi boit. Elle a d'abord été la pourvoyeuse de la cour, et finit par épouser le roi Pouf, ce qui explique l'origine noble de tante Sidonie. Malgré cette noblesse, tante Sidonie n'a pas beaucoup d'argent. Dans Le Tumi Timide elle gagne à la loterie et achète une maison à rénover.
- Dans Le Dompteur de taureaux, tante Sidonie apprend par le maire de Servela qu'elle lui est liée. Son arrière-grand-père, le duc Medina Sidonia, dirigeait l'Armada espagnole envoyée par Philippe II. Elle a donc du sang espagnol et il est de nouveau confirmé que tante Sidonie est de naissance noble. Le duc Medina Sidonia fait référence au duc du Medina Sidonia, Alonzo Pérez de Guzmán el Bueno.
- Dans Le Monstre de cuir, il est établi que Sidonie était impératrice dans la Chine ancienne.
- Au XIXe siècle, un autre de ses ancêtres vivait à Peau de Chagrin : le Baron de la Galette (Le Teuf-Teuf-Club). La noble ascendance de Sidonie du Moyen Âge semble donc être restée intacte jusqu'au XIXe siècle.
- Dans À l'aide à Leyde il est annoncé que tante Sidonie a hérité de sa grand-tante Eulalie Duflouze. Tante Sidonie a des ennuis à cause de cela, car il s'avère que sa grand-tante avait accumulé des dettes considérables.
- Tante Sidonie a un cousin germain, John Roux, qui est trappeur et marchand de fourrures en Alaska. John est marié à une amérindienne, Big Snowbell. Il est apparu pour la première fois dans l'album Le Loup qui rit et a ensuite refait surface dans Le Grand Tarin taré et SOS Snowbell.
- Tante Sidonie a aussi une cousine qui est chanteuse d'opéra, Carmencita Falasol. Falasol[2] est mariée à l'inventeur Don José del Astico avec qui elle a un fils nommé Bibi.
- Dans l'histoire Au Bistro Labo (2019), tante Sidonie hérite de trois chèvres de sa défunte grand-tante Hildegonde, décédée à l'âge de 98 ans. Elle reçoit également un livre avec des recettes de fromage de chèvre.

Sidonie est aussi la tante de Ricky. Ce qui est arrivé aux parents de Ricky et Bobette n'a jamais été expliqué.

## Comédies musicales et films
- Dans le film Le Diamant sombre et la plupart des comédies musicales, tante Sidonie a été jouée par un acteur masculin. En raison de son apparence plutôt masculine, il était difficile de trouver une femme appropriée pour le rôle de Sidonie, bien que Gert Portael devait avoir le rôle à l'origine.
- Dans la comédie musicale De Circusbaron, Sidonie a d'abord été jouée par une femme. Wanda Joosten a assumé le rôle et l'a repris quelques années plus tard lorsque la comédie musicale a été remise sur pied.

## Traductions
- Tante Agatha; traduction en anglais, album La Pluie acide.
- Tante Sidonia ou tante Sidonie; traduction en anglais
- Muoike Sidonia; traduction en frison.
- Stina Frænka, traduction islandaise
- Onjo Sidonia, traduction en espéranto
- Tant Klara, traduction suédoise
- Sanelma-täti, traduction en finnois

Tante Sidonie a conservé son nom d'origine en allemand et Drents.